# Theodor Kleinschmidt
Theodor Kleinschmidt  (Wolfhagen, Hessen in de Duitse Bond, 6 maart 1834 – Utuan, Duke of York eilanden Bismarckarchipel, 10 april 1881) was een Duitse handelaar, militair en natuuronderzoeker. Hij werd vooral bekend als verzamelaar van naturalia in Oceanië.

## Biografie

### Emigrant in de Verenigde Staten en Australië
Kleinschmidt werd geboren in Wolfhagen in Hessen en ambieerde aanvankelijk een loopbaan als kunstenaar want hij was een talentvol tekenaar. Zijn ouders hadden geen geld voor een kunstopleiding en daarop koos hij voor het zeemanschap en monsterde in 1856 in Bremen aan als lichtmatroos. In 1857 ging hij in New York aan wal en begon een carrière bij een handelsonderneming in St-Louis. In 1861 kreeg hij het Amerikaanse staatsburgerschap. Toen de Amerikaanse Burgeroorlog uitbrak, sloot hij zich aan bij het leger van de Noordelijke staten. Hij klom op in rang en eindigde als majoor. Na de oorlog startte hij een onderneming in San Francisco en emigreerde vervolgens in 1872 naar Australië waar hij verbleef in Melbourne. In 1873 regelde hij via de Britse koloniale overheid dat hij op de Fiji een transportonderneming kon leiden. Deze onderneming ging in 1874 failliet en hij raakte zonder bestaansmiddelen. 

### Natuuronderzoeker in Oceanië
Hij meldde hij zich bij de vertegenwoordigers van de handelsfirma van Johan Cesar Godeffroy en kreeg een baan als verzamelaar van exotische planten, dieren en  etnografische voorwerpen voor het museum in Hamburg. Gebruik makend van de faciliteiten op diverse eilanden in Oceanië deed hij tussen 1873 en 1879 werk als verzamelaar, natuuronderzoeker, tekenaar en etnograaf op diverse eilanden van de Fiji-archipel. In 1879 verbleef hij korte tijd op Samoa waarna hij rondreisde in de Salomonseilanden. In hetzelfde jaar verwierf hij een woning en een plantage op het eiland Kabakon van de Duke of York eilanden in de Bismarckarchipel (het huidige Papoea-Nieuw-Guinea). Toen hij tijdelijk naar Melbourne was geweest en onduidelijke afspraken had gemaakt over eigendom en vruchtgebruik van zijn bezittingen, ontstonden conflicten met de oorspronkelijke bewoners van het nabijgelegen eiland Utuan. Wederzijds waren er gewelddadige incidenten en werden huizen verwoest. Het conflict werd hem fataal. 

## Nalatenschap
Hij stuurde een groot aantal geprepareerde planten en dieren en voorwerpen naar het Museum Godeffroy Hamburg, maar ook schetsen, tekeningen en uitgebreide beschrijvingen. Die werden gepubliceerd in het Journal des Museum Godeffroy. Veel van zijn werk is door anderen gebruikt voor publicaties. Over de vogels die hij opstuurde werd door de Duitse vogelkundige Otto Finsch in verschillende wetenschappelijke tijdschriften gepubliceerd. Bijvoorbeeld de wetenschappelijke eerste beschrijving van de taveuniprachtlamprolia (Lamprolia victoriae) is gebaseerd op door Kleinschmidt verzameld materiaal. De natewaprachtlamprolia (Lamprolia klinesmithi) en de rozebekpapegaaiamadine (Erythrura kleinschmidti) zijn om die reden naar hem vernoemd.

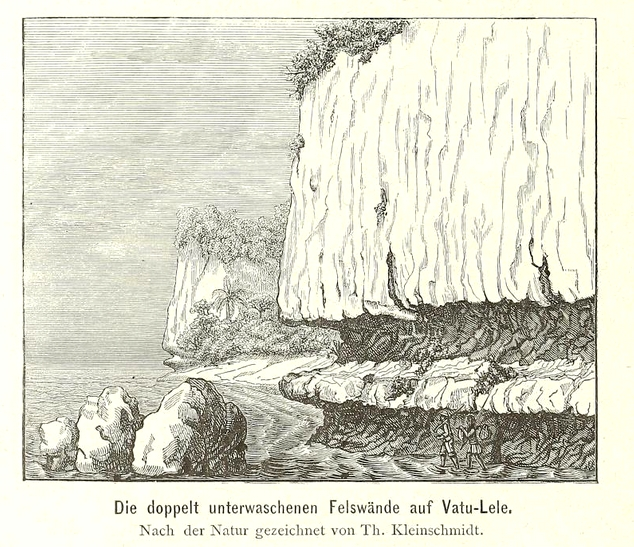
Afbeelding van door Kleinschmidt op het eiland Vatulele gemaakte tekening
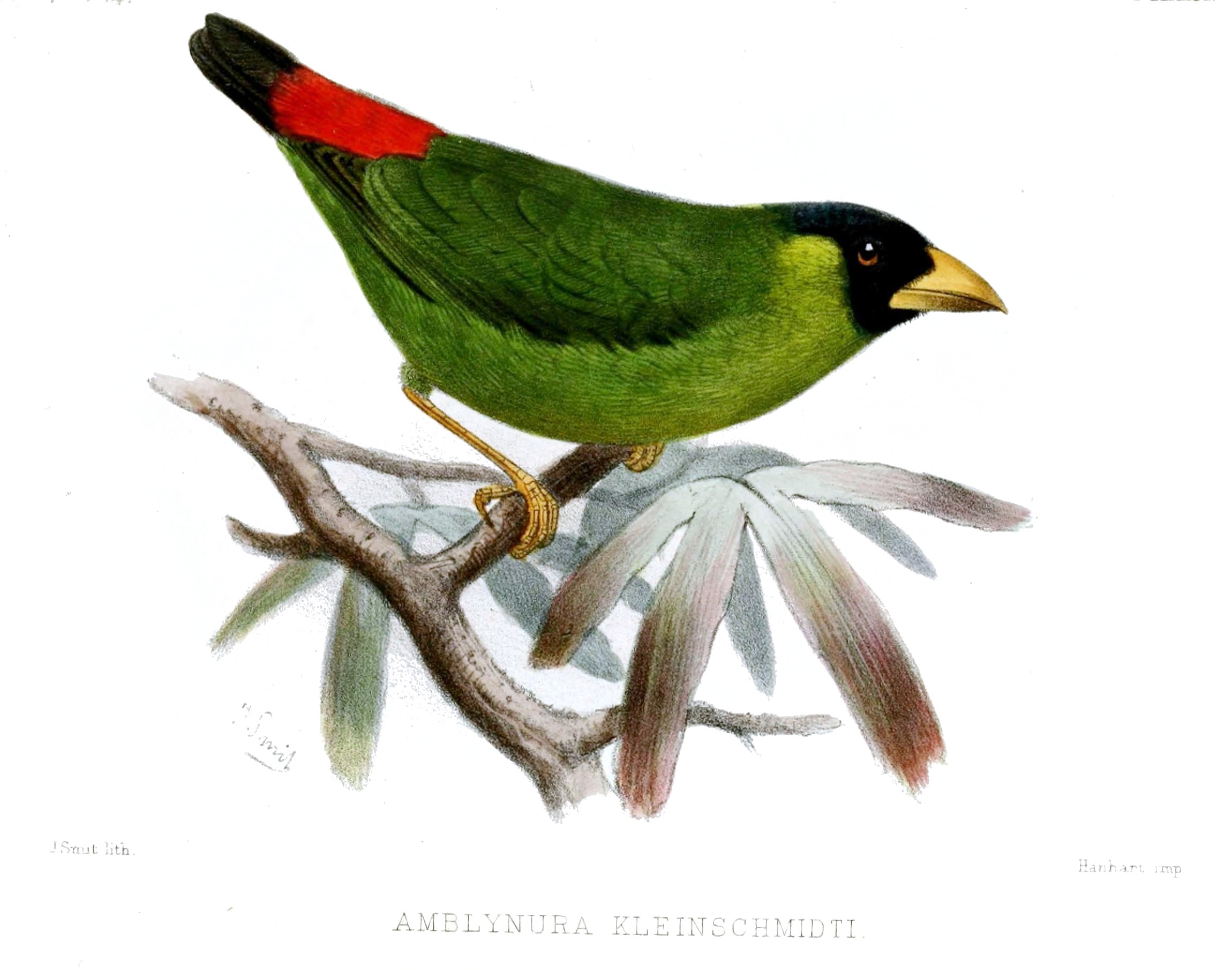
rozebekpapegaaiamadine (Erythrura kleinschmidti)